# Stützpunktfeuerwehr
Als Stützpunktfeuerwehr kann eine Feuerwehr bezeichnet werden, die sich durch ihre Mannschaftsstärke und Ausstattung von anderen Feuerwehren im Umkreis abhebt und deswegen auch über die Gemeindegrenze bzw. ihr eigentliches Einsatzgebiet hinaus zu Einsätzen herangezogen wird. Je nach Staat kann diese beispielsweise eine Miliz- oder Freiwillige Feuerwehr sein. Diese Verstärkung einzelner Feuerwehren kann entweder allgemein für alle Einsätze erfolgen oder für spezielle Einsatzszenarien. So können z. B. Spezialkräfte für Gefahrgut- bzw. Schadstoffunfälle, über die nicht alle Feuerwehren gleichermaßen verfügen entsprechend entsandt werden. Das hierzu benötigte Material wird dazu einzelnen Feuerwehren (i. A. der größten; betrifft Mannschaft bzw. Gemeinde-/ Ortsteilgröße) zugeteilt, die in einem definierten Umkreis die einzelnen Feuerwehren unterstützt.

## Deutschland
Der Begriff Stützpunktfeuerwehr ist für die Feuerwehr in Deutschland nicht einheitlich geregelt, da die Gesetzgebung hierfür Sache der einzelnen Bundesländer ist.
So kennen beispielsweise die Länder Bayern und Hessen sowie die Stadtstaaten den formellen (im Sprachgebrauch durchaus) Status einer Stützpunktfeuerwehr nicht.

### Brandenburg
Das Land Brandenburg unterhält, nach einem Konzept des Innenministeriums, ebenfalls Stützpunktfeuerwehren, die bei der Fahrzeugbeschaffungen besondere Unterstützung durch das Land erhalten.

### Niedersachsen
Niedersachsen unterteilt Freiwillige Feuerwehren in Ortsfeuerwehren als Grundausstattungsfeuerwehr (mindestens 20 Mitglieder), Ortsfeuerwehren als Stützpunktfeuerwehr (mindestens 26 Mitglieder) und Ortsfeuerwehren als Schwerpunktfeuerwehr (mindestens 46 Mitgliedern). Für Gemeinden bis zehn Ortsfeuerwehren sind dabei zwei, bei größeren Gemeinden eine Stützpunktfeuerwehr je fünf Ortsfeuerwehren vorgeschrieben.
Stützpunktfeuerwehren haben ein Löschgruppenfahrzeug und zusätzlich ein Feuerwehrfahrzeug mit Truppbesatzung (Löschfahrzeug, Rüstwagen, Hubrettungsfahrzeug, Gerätewagen oder Wechselladerfahrzeug mit Abrollbehälter) oder zwei Löschfahrzeuge mit Staffelbesatzung.

### Thüringen
Nach dem „Thüringer Gesetz über den Brandschutz, die Allgemeine Hilfe und den Katastrophenschutz“ wird eine Stützpunktfeuerwehr durch den Landkreis geplant. Die Thüringer Feuerwehr-Organisationsverordnung schreibt hierfür vor, dass eine solche Feuerwehr jederzeit die vom Land überlassene Technik im Landkreis besetzen und in einem überörtlichen Ausrückebereich einsetzen kann. Dieser Ausrückebereich umfasst den Bereich, der innerhalb von 20 Minuten erreichbar ist.

## Österreich
Ähnlich wie in Deutschland ist auch bei den Feuerwehren in Österreich die Verwendung des Begriffes der Stützpunktfeuerwehr in den einzelnen Bundesländern sehr verschieden. Nicht in allen Bundesländern wird der Begriff im Gesetz oder in der Realisierung der Strukturen verwendet. Trotzdem kann es Feuerwehren geben, die durch ihre Ausrüstung und Ausbildung dieser Bezeichnung gerecht würden.

### Steiermark
In der Steiermark gibt es verschiedene Stützpunkte wie z. B. Atemschutz-, Wasserdienst- oder Fahrzeugstützpunkte. 
Stützpunktfahrzeuge sind z. B. das SRF, die DL, das KF, das ÖF, das GSF usw.

### Niederösterreich
In Niederösterreich existiert dieser Begriff nicht. Für spezielle Einsätze gibt es Sonderdienste des Landesfeuerwehrverbandes, wie den Tauch-, Spreng- oder Strahlenschutzdienst. Bei diesen Diensten existieren entweder pro Bezirk oder pro Landesviertel eine Gruppe, deren Mitglieder sich aus einer oder auch aus mehreren Feuerwehren rekrutieren können.
Während sich die Ausrüstung der Feuerwehren an der Ausrüstungsverordnung orientiert, gibt es einzelne Feuerwehren, die mit zusätzlichem Spezialgerät vom Landesfeuerwehrverband vollständig oder stärker als üblich subventioniert ausgerüstet werden. Dazu gehören beispielsweise Kran- oder Schadstofffahrzeuge. Auch bestimmte Fahrzeuge des Katastrophenhilfsdienstes, wie Großpumpen für Hochwassereinsätze oder große Notstromaggregate zählen dazu. Mit der Verpflichtung zur Übernahme dieser Geräte verpflichtet sich diese Feuerwehr auch, sich einerseits um die Wartung der Geräte anzunehmen, andererseits auch für die notwendige Beistellung geschulter und ausgebildeter Mannschaft zu sorgen.

### Oberösterreich
In Oberösterreich wird vom Landesfeuerwehrgesetz der Begriff „Feuerwehrstützpunkt“ verwendet. Auch hier werden diese Stützpunkte eingerichtet, wenn dies aus einsatztaktischen, feuerwehrtechnischen und wirtschaftlichen Überlegungen geboten erscheint. Die Ausrüstung dieser Feuerwehren wird durch Landesmittel besonders gefördert.

### Kärnten
Die Kärntner Feuerwehren werden vom Landesfeuerwehrverband in vier Kategorien eingeteilt. Dies sind die einfachen Ortsfeuerwehren sowie Stützpunktfeuerwehren der Rangordnungen I bis III. Feuerwehren der obersten Stufe existiert einmal pro Bezirk mit Ausnahme des Bezirkes Klagenfurt-Land. Diese Feuerwehren halten besondere Geräte sowie größere Mengen Material vor, so zum Beispiel für Gefahrguteinsätze. Insgesamt 18 Stützpunkte der Rangordnung II gibt es in Kärnten. Diese decken normalerweise einen Feuerwehrabschnitt ab, der nach geographischen Kriterien eingeteilt wird. Hier werden häufig benötigte Fahrzeuge vorgehalten, die überregional einsetzbar sind, so zum Beispiel Hubsteiger oder Feuerwehrboote. Feuerwehren der Stufe III schließlich nehmen eine exponierte Aufgabe in ihrer unmittelbaren Umgebung ein, meist sind dies die Feuerwehren der Hauptorte bei Gemeinden mit mehreren Feuerwehren. Bei dieser Rangstufe, die 23 mal existiert, besteht die Feuerwehr aus einem vollen Löschzug, wohingegen die Mindestausrüstung von einfachen Ortsfeuerwehren lediglich aus einem Kleinlöschfahrzeug besteht.

### Vorarlberg
Auch in Vorarlberg gibt es nach dem Gesetz Stützpunktfeuerwehren, die auch für spezielle Einsatzszenarien ausgerüstet sind, wie für den Tunneleinsatz oder Gefahrgut. Spezialfahrzeuge wie Drehleitern, Teleskopmastbühnen, Großtanklöschfahrzeuge und schwere Rüstfahrzeuge sind ebenfalls auf Stützpunkte im ganzen Land verteilt, um auch hier die Einsatzinterventionszeit durch bedarfsorientierte Anordnung möglichst kurz zu halten.

## Schweiz
Auch das Schweizer Feuerwehrwesen ist kantonal geregelt. Für den Vollzug der kantonalen Feuerwehrgesetzgebung, sind meistens die kantonalen Gebäudeversicherungen zuständig, die neben den Gemeinden für die Finanzierung der Feuerwehren zuständig sind.
Früher besaß üblicherweise jede Gemeinde eine eigene Feuerwehr. In den letzten Jahren kam es vermehrt zu Fusionen, die unter Einhaltung der Hilfefristen möglich sind. Die ist auch durch die steigenden Anforderungen in den letzten Jahrzehnten an die Feuerwehr begründet (Atemschutz, TLF statt Motorspritze usw.). Für den Ersteinsatz ist die örtliche Feuerwehr zuständig, die je nach Kanton und Gemeinde als Miliz- (Pflicht-) oder Freiwillige Feuerwehr organisiert ist. Einige dieser Gemeindefeuerwehren haben zusätzliches Material (z. B. Drehleiter) erhalten, um den umliegenden Feuerwehren zusätzliche Unterstützung geben zu können. Diese werden in der Regel als Stützpunktfeuerwehr bezeichnet. Zusätzlich ist es möglich, dass Unternehmen mit erhöhtem Risikopotenzial vorgeschrieben wird, eine eigene Betriebsfeuerwehr oder Betriebslöschgruppe aufzustellen. Während die Betriebsfeuerwehren eigenständig agieren können, sind Löschgruppen kleiner und der kommunalen Feuerwehr unterstellt.
Eine Stützpunktfeuerwehr besitzt in der Regel Material für alle Gefahrenlagen, während die Ortsfeuerwehren je nach Gefährdungspotenzial nicht mit allem Material ausgerüstet sind. So besitzen die meisten Ortsfeuerwehren keine oder nur wenig Öl- und/oder Chemiewehrausrüstung. Bei Öl- und Chemieereignissen übernimmt in der Regel die Stützpunktfeuerwehr die Leitung am Schadenplatz (in einigen Kantonen gibt es zusätzlich zu den Stützpunkten spezielle taktische Einheiten für spezielle Chemieereignisse). Auch die Strassenrettungen mit hydraulischen Rettungsgeräten führen in der Regel die Stützpunktfeuerwehren durch, weil die wenigsten Ortsfeuerwehren diese Geräte besitzen. Die Ortsfeuerwehr ist in solchen Fällen für die Sicherung der Unfallstelle zuständig.
Auch das Schaummitteldepot wird in der Regel von einer Stützpunktfeuerwehr verwaltet. Stützpunktfeuerwehren sind meist die Feuerwehren des Bezirkshauptortes oder einer Stadt, möglichst mit einer Piketgruppe.
In letzter Zeit gab es in etlichen Kantonen Bestrebungen die Anzahl der Stützpunkte zu reduzieren, dafür aber die Ortsfeuerwehren besser auszustatten, und die Einsatzkonzepte so umzugestalten, dass an Stelle des Stützpunktes die Nachbarfeuerwehr eingesetzt wird (Stichwort: Nachbarschaftshilfe).
In einigen Kantonen gibt es auch mehr als eine Art von Stützpunktfeuerwehren, etwa im Kanton Aargau, wo Stützpunktfeuerwehren vom Typ A und Typ B existieren.
- Typ A: Diese leisten zusätzliche Hilfeleistung im originären Einsatz und im Bereich der Ölwehr und werden für die Strassenrettung auf dem Kantons- und Nationalstrassennetz eingesetzt.
- Typ B: Diese werden für die Strassenrettung auf dem Kantonsstrassennetz eingesetzt.[7]